# بوني دينيسون
بوني دينيسون (بالإنجليزية: Bonnie Dennison)‏ هي ممثلة أمريكية، ولدت في 15 فبراير 1989 في نيويورك في الولايات المتحدة.

## أعمال

### أفلام
- مفاجأة مذهلة

### مسلسلات
- إن سي آي إس
- غايدنغ لايت

## وصلات خارجية
- بوني دينيسون على موقع IMDb (الإنجليزية)
- بوني دينيسون على موقع ألو سيني (الفرنسية)
- بوني دينيسون على موقع أول موفي (الإنجليزية)
- بوني دينيسون على موقع قاعدة بيانات الفيلم (الإنجليزية)
- بوني دينيسون على موقع كينوبويسك (الروسية)